# Złącza ciesielskie

Złącze ciesielskie wzdłużne, zamek ukośny (w znak piorunowy)

Złącza ciesielskie – sposób łączenia w konstrukcjach drewnianych elementów współpracujących ze sobą. Tradycyjnie wykonywane bez użycia gwoździ, niektóre złącza wzmacniane były drewnianymi dyblami. W zależności od ustawienia łączonych elementów względem siebie można wyróżnić:
- złącza wzdłużne – łączące elementy na ich długości, przedłużające je (stosowane do łączenia elementów poziomych: podwalin, płatwi, oczepów, murłat itp. oraz niekiedy pionowych – słupków)
- złącza poprzeczne – łączące elementy pod kątem
- łączące elementy na ich szerokości – stosowane do połączeń elementów węższych na ich dłuższym boku, występują przy deskowaniach ścian, układaniu podłóg itp.